# Flug (Heraldik)

Offener Flug, als Wappenfigur (Eisleben DE)
Drei Flüge (Schüpfen CH)
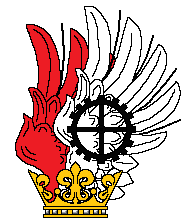
Geschlossener Flug, als Helmzier „vorne silbern und mit einem schwarzen Zahnrad belegt, hinten rot“ (von Zimmermann, 1877)
Flüge in verwechselten Farben (Luins CH)
Doppelflug (Allendorf am Hohenfels DE), ebenso in verwechselten Farben
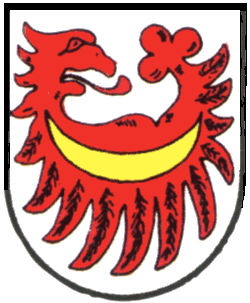
Liegender und mit einem goldenen Mond (Spange) belegter roter Adlerflügel, vorne mit einem nach links gekehrten Adlerkopf, hinten mit einem Kleeblatt geschlossen (Heinsheim DE)
Zwei zugekehrte halbe silberne Flüge (Sparneck, siehe auch Adelsgeschlecht)
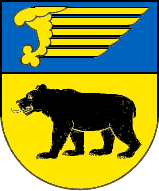
Stilisiert (Bernsdorf/Oberlausitz)

Flug (pl. Flüge), auch Flügel, ist eine Bezeichnung für beide Flügel eines Vogels in der Heraldik.

## Gestaltung und Verwendung
Der Flug kommt in Wappen vor, häufiger jedoch als Helmkleinod. Es wird zwischen einem offenen Flug, einem geschlossenen Flug und einem halben Flug unterschieden:
- Sind der Helm und der ausgebreitete Flug frontal zum Beschauer dargestellt, spricht man von einem offenen Flug.[1]
- Bei einem geschlossenen Flug sind der Helm und die beiden Flügel von einer Seite oder leicht schräg gesehen dargestellt, wobei der hintere Flügel ein wenig sichtbar sein muss.[1][2]
- Ist nur ein Flügel zu sehen, ist es ein halber Flug.[1]

Die Handschwingen zeigen immer standardmäßig nach außen bzw. beim halben Flug nach heraldisch links und an den Spitzen nach oben (erhobene Flügel); zeigen sie nach oben (Spitze vorne, heraldisch rechts), ist der Flug liegend; zeigen sie nach unten, ist der Flug liegend und gestürzt – und entsprechend linksgewandt und linksliegend bei gespiegelter Lage.
Der halbe Flug mit einer Kralle (Fang) am Flügel (Klauenflügel) ist in vielen Wappen anzutreffen. Die Kralle hält bevorzugt ein Schwert.
Wird ein offener Flug stark abstrahiert und rechteckig gestaltet, so ist es ein Bannerflug.
Eine Besonderheit ist im Wappen die Darstellung eines Drachenfluges. Hierzu werden nur die Hautflügel mit den Krallen des Drachen als selbständiges Wappenbild gezeigt.

Beispiele
Offener Flug (Börtlingen DE)
Helmkleinod: Offener Flug (Herb Erbs PL)
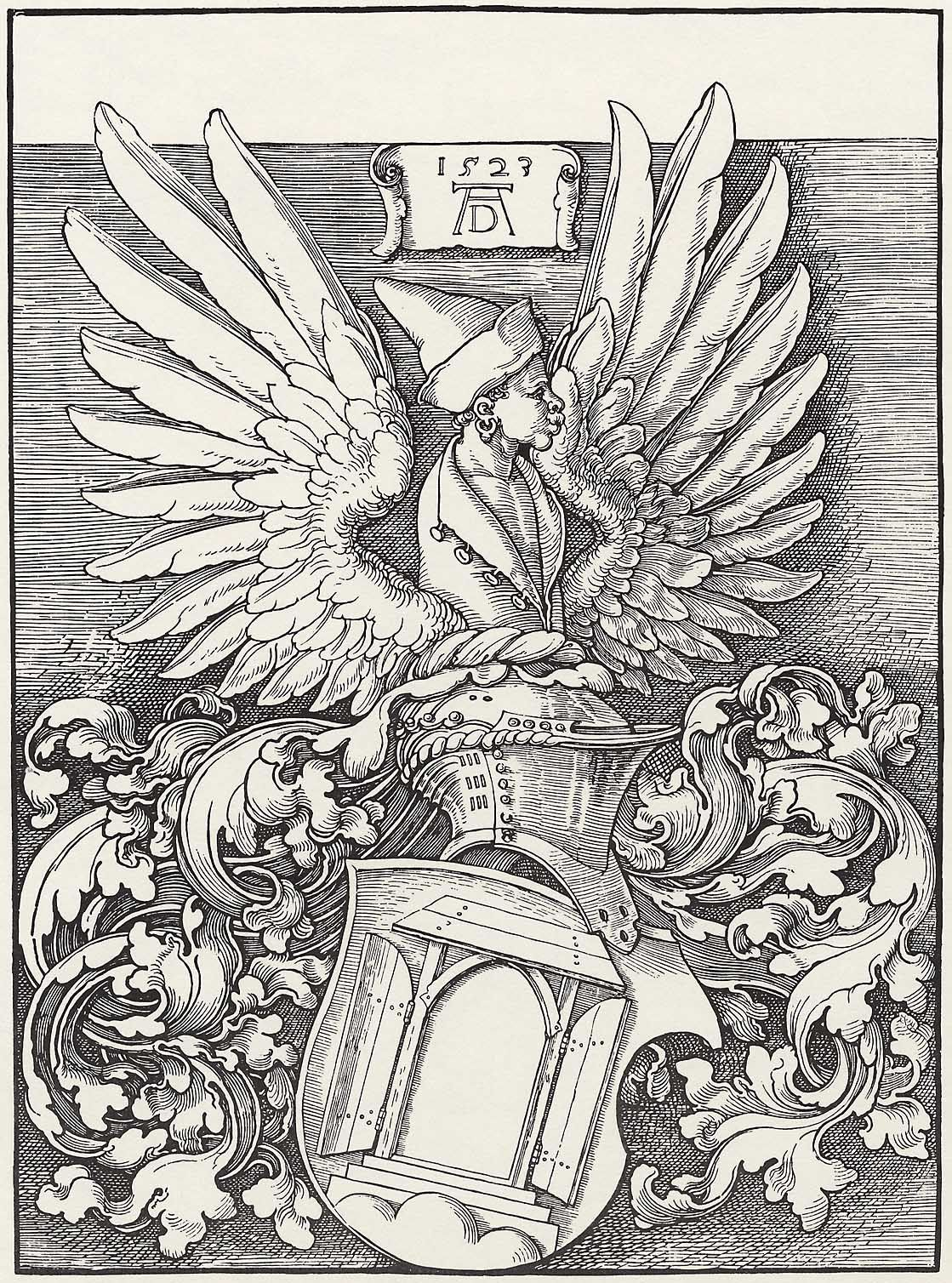
Offener Flug (Albrecht Dürer)
Offener Flug (Herb Nieczuja PL)
Halber Flug nach rechts gewendet (Johann Hunyadi)
Grüner Klauenflügel (Lauterstein DE)
Gegengewendet (Hörsching AT)
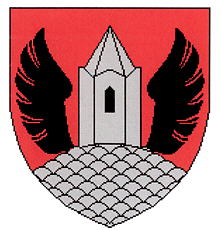
Adlerflug (Zellerndorf AT)
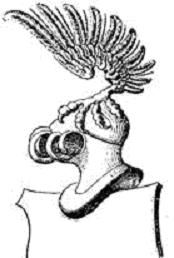
Klauenflügel als Helmzier (heraldisches Muster)
Offener Bannerflug (Bakum DE)
Stammwappen der Grafen von Nassau (Ottonische Linie)
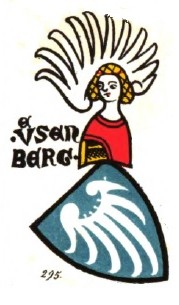
Wappen der Herren von Üsenberg
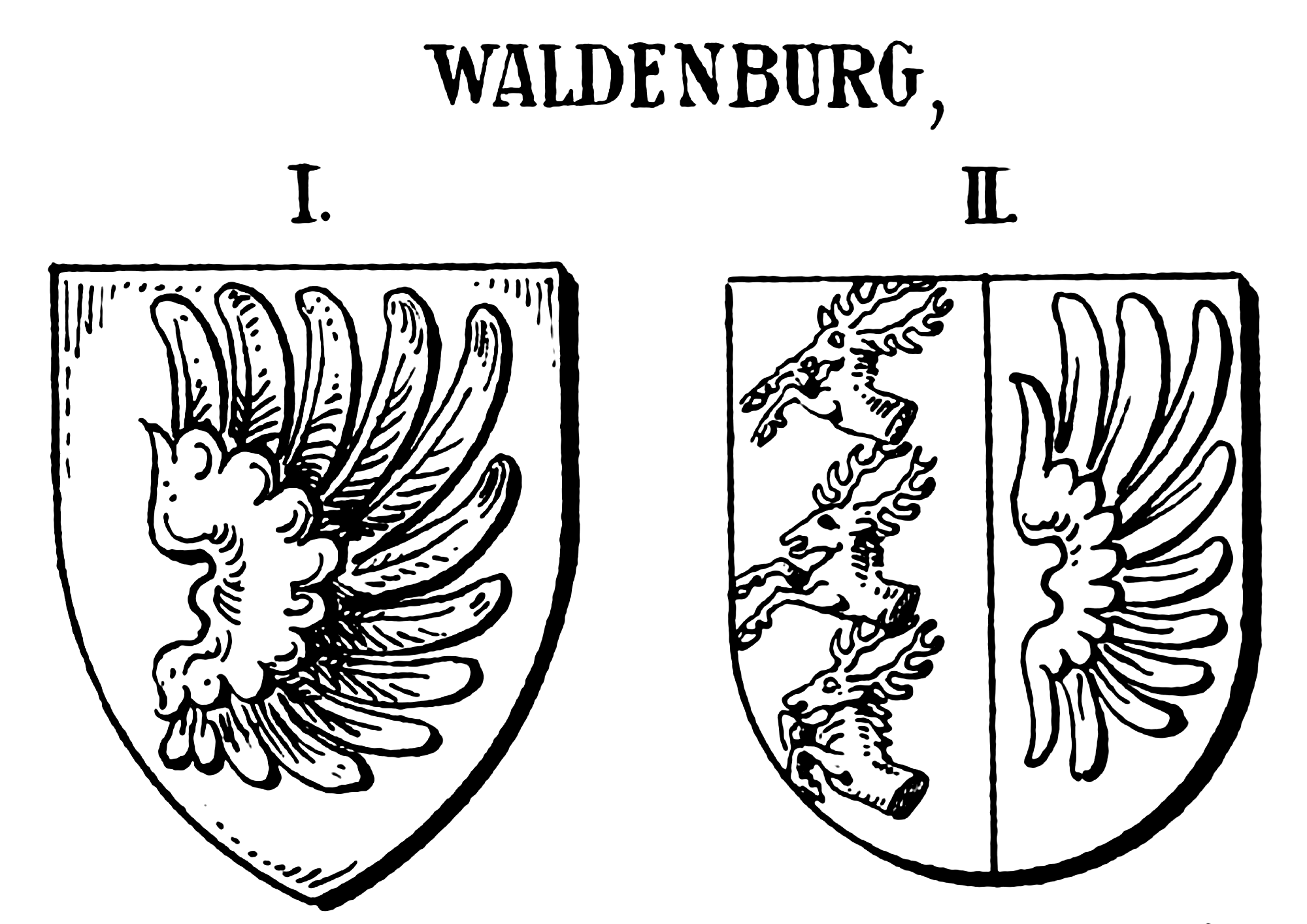
Waldenburg (Adelsgeschlecht)